# Makezine
Make (ili MAKE) ime je za američki časopis koji izlazi svaka tri mjeseca. Vlasnik ove publikacije je O'Reilly Media i fokusira na projekte Uradi sam ili Napravi s drugima. Projekti uključivaju razne discipline ili tehnologije: računarstvo, elektronika, robotika, drvodijelstvo kao i druge discipline. Ovaj časopis se promiče osobama koje vole stvarati i ponekada obrađuju projekte koji koriste obične materijale koji se mogu pronaći po kući. Make časopis se u SAD-u smatra kao središnjim organom stvaralačke supkulture.
Prvi broj izašao je u siječnju 2005. godine. Moto magazina jest tehnologija u vašem tempu i časopis je također dostupan u elektroničkom izdanju, koji je dostupan pretplatnicima. Web stranice makezine dozvoljavaju pretraživanje i uključuje dodatne sadržaje kao video, blog, podcast i internetske forume.